# Diecéze Araguaína
Diecéze Araguaína je římskokatolická diecéze nacházející se v Brazílii.

## Území
Zahrnuje území 19 měst státu Tocantins: Aragominas, Araguaína, Araguanã, Arapoema, Babaçulândia, Bandeirantes do Tocantins, Barra do Ouro, Campos Lindos, Carmolândia, Filadélfia, Goiatins, Muricilândia, Nova Olinda, Palmeirante, Pau d'Arco, Piraquê, Santa Fé do Araguaia, Wanderlândia a Xambioá.
Biskupským sídlem je město Araguaína, kde se nachází hlavní chrám, prozatímní katedrála svatého Šebestiána.

## Historie
Diecéze byla zřízena 31. ledna 2023 bulou Fidei virtus papeže Františka z části území diecéze Miracema do Tocantins a Tocantinópolis. Stala se sufragánní diecézí arcidiecéze Palmas.

## Seznam biskupů
- Giovane Pereira de Melo (od 2023)